# Rafael García García
Rafael García García, detto Rafa (Ciudad Real, 14 gennaio 1986), è un calciatore spagnolo, centrocampista svincolato.

## Carriera
Ha giocato nella massima serie e nella seconda divisione spagnola.